# 642

## Догађаји
- 5. август — У бици код Масерфилда, Пенда краљ Мерсије поразио и убио Освалда, краља Берниције.

### Септембар
- 17. септембар Арапи освајају Александрију, уништена библиотека.

### Новембар
- 24. новембар — Папа Теодор I наслиједио папу Јована IV .

### Децембар
- Википедија:Непознат датум — Битка код Нехавара: Арапи освојили Персију.
- Википедија:Непознат датум — Когиоку прузео власт у Јапану.
- Википедија:Непознат датум — Батбајан наслиједио Кубрата као владар Бугарске (приближан датум).
- Википедија:Непознат датум — Основано монашко насеље у Хемпширу, Енглеска, од којег је касније настала Винчестерска катедрала.
- Википедија:Непознат датум — Јеон Гесомун преузео команду у краљевству Гогурији и поставио краља Бојанга на трон.
- Википедија:Непознат датум — Арапи освојили Александрију

## Смрти
- 5. август — Освалд, краљ Берниције и Бретвалда

### Октобар
- 12. октобар — папа Јован IV

### Децембар
- Википедија:Непознат датум — Калин бин Валид, арапски генерал, освајач Дамаска и Сирије